# 浦头镇
浦头镇，是中华人民共和国江苏省扬州市江都区下辖的一个乡镇级行政单位。
2019年11月21日，将浦头镇引江新村东野、永兴2个村民小组划入泰州市海陵区行政区域，由泰州市海陵区寺巷街道大王居委会管理。

## 行政区划
浦头镇下辖以下地区：
浦头社区、浦东村、袁滩村、承仪村、王庄村、双丰村、巷口村、吉孔村、引江新村、东元村、汉东村、高汉村、西元村和联桥村。